# 釜台町
釜台町（かまだいちょう）は、神奈川県横浜市保土ケ谷区の地名。「丁目」の設定のない単独町名である。住居表示実施済区域。

## 地理
南西に国道16号（八王子街道）が通る。西で上星川、坂本町、南で仏向町、東で和田、常盤台、北で神奈川区羽沢南と接する。
南部は帷子川添いの低地、中・北部は丘陵地で、全体が住宅地となっている。

### 地価
住宅地の地価は、2025年（令和7年）1月1日の公示地価によれば、釜台町28-3の地点で18万6000円/m²となっている。

## 歴史

### 町名の由来
町名は釜壇山に由来する。釜壇山では源頼朝が茶を点てたという。

### 沿革
- 1940年（昭和15年）11月1日 - 峰岡町、和田町の各一部から新設される[6]。
- 1969年（昭和44年）10月1日 - 行政区再編成に伴い旧保土ケ谷区を廃止し、新たに保土ケ谷区へ編入[9]。
- 1976年（昭和51年）11月29日 - 住居表示実施による和田町の廃止に伴い一部を編入[10]。
- 1996年（平成8年）10月21日 - 住居表示実施[6]。同日、上星川町、常盤台、仏向町、坂本町、神奈川区羽沢町の各一部と境界を調整[11]。

## 世帯数と人口
2025年（令和7年）6月30日現在（横浜市発表）の世帯数と人口は以下の通りである。
| 町丁   | 世帯数    | 人口    |
| ------ | --------- | ------- |
| 釜台町 | 1,904世帯 | 3,517人 |

### 人口の変遷
国勢調査による人口の推移。
| 年                 | 人口  |
| ------------------ | ----- |
| 1995年（平成7年）  | 3,566 |
| 2000年（平成12年） | 3,656 |
| 2005年（平成17年） | 3,774 |
| 2010年（平成22年） | 3,747 |
| 2015年（平成27年） | 3,725 |
| 2020年（令和2年）  | 3,798 |

### 世帯数の変遷
国勢調査による世帯数の推移。
| 年                 | 世帯数 |
| ------------------ | ------ |
| 1995年（平成7年）  | 1,491  |
| 2000年（平成12年） | 1,626  |
| 2005年（平成17年） | 1,748  |
| 2010年（平成22年） | 1,810  |
| 2015年（平成27年） | 1,867  |
| 2020年（令和2年）  | 2,014  |

## 学区
市立小・中学校に通う場合、学区は以下の通りとなる（2024年11月時点）。
| 番・番地等 | 小学校               | 中学校                 |
| ---------- | -------------------- | ---------------------- |
| 全域       | 横浜市立常盤台小学校 | 横浜市立保土ケ谷中学校 |

## 事業所
2021年（令和3年）現在の経済センサス調査による事業所数と従業員数は以下の通りである。
| 丁目        | 事業所数 | 従業員数 |
| ----------- | -------- | -------- |
| 釜台町1丁目 | 70事業所 | 1,110人  |

### 事業者数の変遷
経済センサスによる事業所数の推移。
| 年                 | 事業者数 |
| ------------------ | -------- |
| 2016年（平成28年） | 61       |
| 2021年（令和3年）  | 70       |

### 従業員数の変遷
経済センサスによる従業員数の推移。
| 年                 | 従業員数 |
| ------------------ | -------- |
| 2016年（平成28年） | 1,238    |
| 2021年（令和3年）  | 1,110    |

## 施設
- 地域医療機能推進機構横浜保土ケ谷中央病院
- 横浜市立常盤台小学校
- 横浜市立保土ケ谷中学校

## 交通
最寄りの鉄道駅は相鉄本線上星川駅。南部を相鉄本線が通過するが駅はない。南部を国道16号が通過し、バス路線（神奈中バス・相鉄バス）が多数ある。また横浜駅・上星川駅から釜台経由の相鉄バス路線浜11系統がある。

## その他

### 日本郵便
- 郵便番号 : 240-0066[3]（集配局：保土ヶ谷郵便局[21]）

### 警察
町内の警察の管轄区域は以下の通りである。
| 番・番地等 | 警察署         | 交番・駐在所 |
| ---------- | -------------- | ------------ |
| 全域       | 保土ケ谷警察署 | 和田町交番   |